# Lyzjasz
Lyzjasz – król indo-grecki, panujący na obszarze Paropamisady i Arachozji, zgodnie z chronologią zaproponowaną przez Osmunda Bopearachchiego około 130–120 p.n.e., między Zoilosem I i Antialkidasem. Potwierdzeniem tej tezy jest powtarzający się na ich monetach ten sam monogram.
Monety Lyzjasza wskazują, że był potomkiem Demetriusza I: umieszczał taki sam wizerunek koronującego się Heraklesa, niekiedy także przedstawiał się tak jak on ze skalpem słonia na głowie i używał tytułu Aniketos.